# 吴著墓

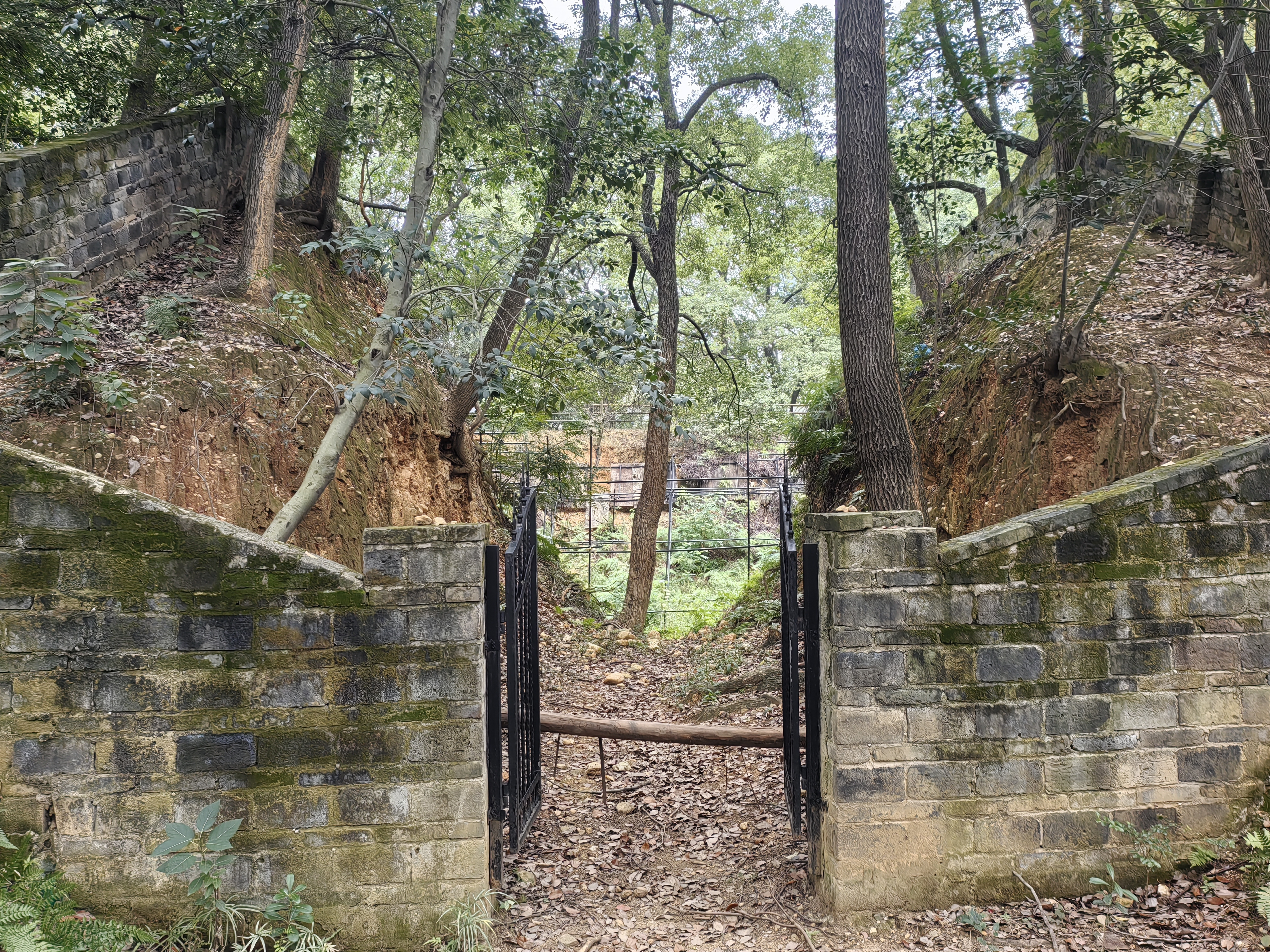
吴著墓

吴著墓又被称作"象鼻嘴一号汉墓"，是西汉长沙国王吴著的陵墓，遗址在今长沙市岳麓区的王陵公园。其墓葬建于西汉景帝时期，约公元前156年前后。此墓由考古发掘发现，于1978年9月至12月发掘。目前是湖南省发掘的规模最大、等级最高的汉朝墓葬。
现只有墓坑仍在，该墓葬采用高规格的“黄肠题凑”葬制。吴著墓的等级虽然高于同时期发掘的马王堆汉墓，但由于没有发掘出有价值的文物，所以知名度远不如马王堆汉墓。